# 冀春光
冀春光（1918年4月—2013年2月28日），山西平遥人，中华人民共和国政治人物。
早年参加抗日战争，任山西青年抗敌决死队第4纵队第19团、晋绥军区第六分区团政治处主任。中华人民共和国成立后，担任中共玉树地委书记，兼西北野战军第一军骑兵支队政委员。1951年，担任青海省玉树专员公署专员，后升任青海省玉树藏族自治区副主席、中共青海省委统战部部长。1955年，担任青海省政协秘书长。1963年，升任青海省政协副主席、青海省副省长。1971年，改任中共青海省委副书记。1978年，任中共青海省委副书记，1980年，任青海省五届人大常委会主任。
2013年2月28日逝世。